# Carlo Arrighi
Carlo Arrighi (Carrara, 24 settembre 1947 – 2001) è stato un lunghista italiano che dal 1968 al 1979 ha vestito trentotto volte la maglia della nazionale italiana in competizioni internazionali.
Ha al suo attivo cinque titoli di campione nazionale assoluto nel salto in lungo, quattro dei quali al coperto. Nella sua carriera ha preso parte a tre edizioni dei campionati europei di atletica leggera indoor (Vienna 1970, San Sebastián 1977 e Milano 1978), nell'ultima delle quali ottenne la sua migliore posizione, con il quarto posto e la misura di 7,71 m, a 16 cm dalla sua migliore prestazione personale di 7,87 m ottenuta nel 1972 a Rovereto.

## Progressione

### Salto in lungo
| Stagione | Misura | Luogo    | Data      |
| -------- | ------ | -------- | --------- |
| 1980     | 6,70 m | Rieti    | 31-8-1980 |
| 1979     | 7,78 m | Torino   | 4-8-1979  |
| 1978     | 7,59 m | Rieti    | 10-9-1978 |
| 1977     | 7,60 m | Rieti    | 28-8-1977 |
| 1976     | 7,82 m | Rieti    | 12-7-1976 |
| 1975     | 7,48 m | Rieti    | 2-6-1975  |
| 1974     | 7,38 m | Rieti    | 15-9-1974 |
| 1973     | 7,32 m | Rieti    | 16-9-1973 |
| 1972     | 7,87 m | Rovereto | 25-6-1972 |
| 1971     | 7,45 m | Rieti    | 28-8-1971 |

## Palmarès
| Anno | Manifestazione | Sede          | Evento         | Risultato | Prestazione | Note |
| ---- | -------------- | ------------- | -------------- | --------- | ----------- | ---- |
| 1970 | Europei indoor | Vienna        | Salto in lungo | 12º       | 7,45 m      |      |
| 1977 | Europei indoor | San Sebastián | Salto in lungo | 6º        | 7,61 m      |      |
| 1978 | Europei indoor | Milano        | Salto in lungo | 4º        | 7,71 m      |      |

## Campionati nazionali
- 1 volta campione italiano assoluto del salto in lungo (1969)
- 4 volte campione italiano assoluto del salto in lungo indoor (1971, 1973, 1977, 1978)

1969
- Oro ai campionati italiani assoluti, salto in lungo - 7,54 m

1971
- Oro ai campionati italiani assoluti indoor, salto in lungo - 7,36 m

1973
- Oro ai campionati italiani assoluti indoor, salto in lungo - 7,47 m

1977
- Oro ai campionati italiani assoluti indoor, salto in lungo - 7,62 m

1978
- Oro ai campionati italiani assoluti indoor, salto in lungo - 7,64 m

## Altre competizioni internazionali
1979
- 6º in Coppa Europa, Super League ( Torino, 4 agosto 1979), salto in lungo - 7,78 m